# Arabientrappe

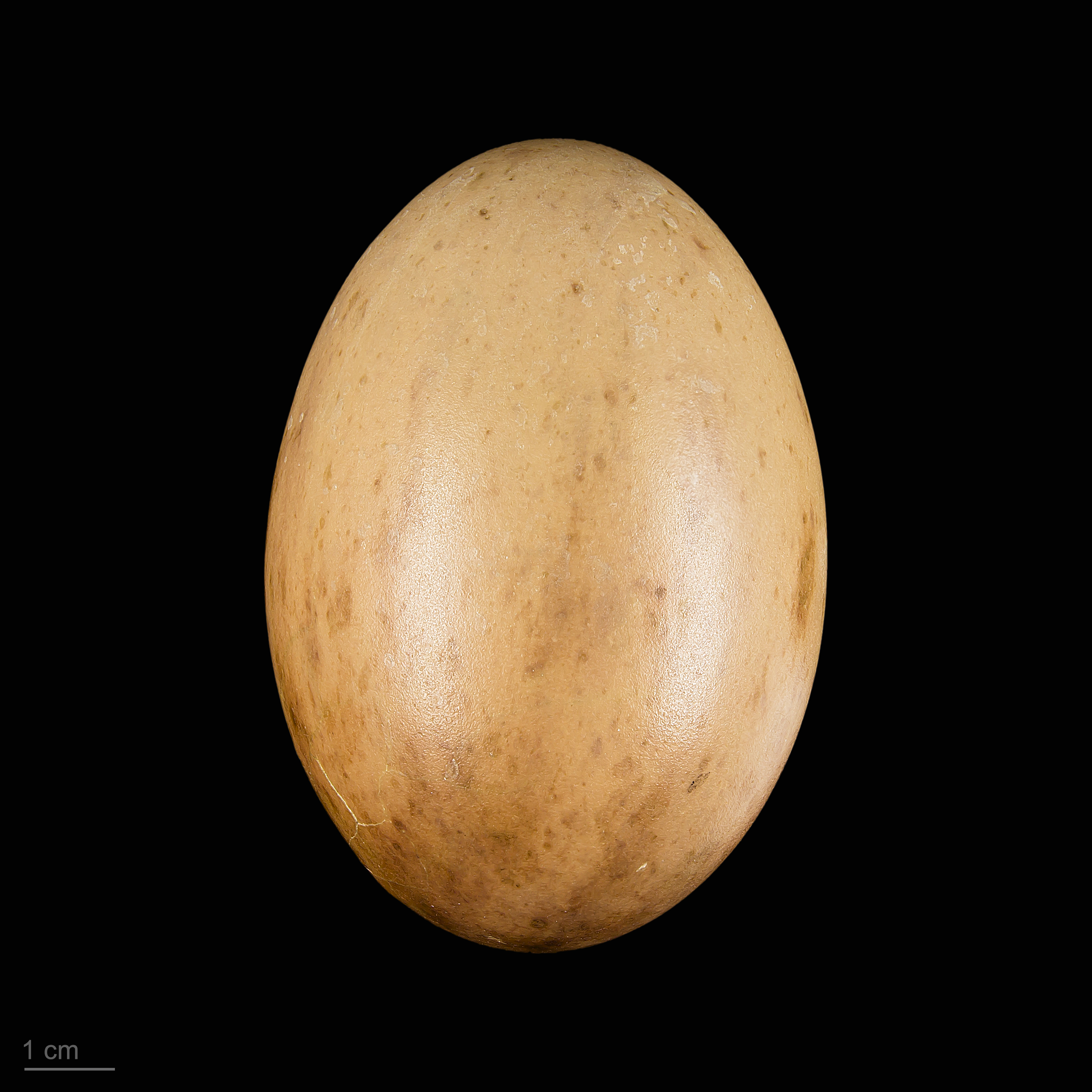
Ardeotis arabs

Die Arabientrappe (Ardeotis arabs), die in der afrikanischen Sahelzone und im Südwesten der arabischen Halbinsel verbreitet ist, ist eine von 27 bekannten Trappenarten.

## Beschreibung
Die Arabientrappe ist eine große Trappe, die in Gestalt und Färbung viel mehr an die afrikanische Riesentrappe (Ardeotis kori) als an die Großtrappe erinnert. Im Fluge zeigt sie ebenso Weiß im Flügel wie die Großtrappe, sonst ist sie recht einfarbig. Das Männchen ist 90 cm, das Weibchen 74 cm groß. Die Stimme ist ein raspelndes Krächzen und ein langgezogener Flötenpfiff.
Sie lebt in Steppengebieten, offenem Buschland und Halbwüsten wie der Dilia de Lagané.

## Unterarten
Es sind vier Unterarten bekannt:
- Ardeotis arabs lynesi (Bannerman, 1930)[2] kommt im westlichen Marokko vor.
- Ardeotis arabs stieberi (Neumann, 1907)[3] ist vom südwestlichen Mauretanien, dem Senegal und Gambia bis in den östlichen Sudan verbreitet.
- Ardeotis arabs arabs (Linnaeus, 1758)[4] ist in Äthiopien, Somalia, dem südwestlichen Saudi-Arabien und dem westlichen Jemen verbreitet.
- Ardeotis arabs butleri (Bannerman, 1930)[5] kommt im südlichen Sudan vor.